# 住友ナコ フォークリフト
住友ナコフォークリフト株式会社（すみともナコフォークリフト、英: SUMITOMO NACCO FORKLIFT CO., Ltd. ）は住友重機械工業とアメリカのフォークリフト大手、ハイスター・エール・グループとの合弁会社で愛知県大府市に本社を置くフォークリフトメーカー。

## 概要
1969年（昭和44年）4月、住友重機械工業とイートン社（1984年エール社、1994年ナコ社となり、2012年にハイスター・エール・グループとなる）がフォークリフトについての技術提携を行い、1970年（昭和45年）7月に住友重機械工業株式会社フォークリフト事業部が発足。同年10月には住友エールフォークリフトを販売した。1972年（昭和47年）前身となる住友エール株式会社が設立され、1999年（平成11年）に住友ナコマテリアルハンドリング株式会社へ、さらに2016年（平成28年）に住友ナコフォークリフト株式会社へ商号を変更し現在に至る。

## 沿革
- 1970年（昭和45年）7月 - 住友重機械工業株式会社がフォークリフト事業部を発足[3]。
- 1972年（昭和47年）5月1日 - 「住友エール株式会社」を設立[3]。
- 1999年（平成11年）11月 - 「住友ナコマテリアル ハンドリング株式会社」に商号を変更[3]。
- 2002年（平成14年）3月 - 神鋼電機株式会社（現・シンフォニア テクノロジー株式会社）からフォークリフト事業を譲り受け、販売子会社としてシンコーフォークリフト株式会社を設立[3]。
- 2007年（平成19年）1月 - 累計生産台数が30万台を達成[3]。
- 2010年（平成22年）1月1日 - 子会社である住友ナコマテリアルハンドリング販売株式会社が同じく子会社のシンコーフォークリフト株式会社を吸収合併[3]。
- 2016年（平成28年）4月1日 - 「住友ナコフォークリフト株式会社」に商号を変更。子会社である住友ナコマテリアルハンドリング販売株式会社も住友ナコフォークリフト販売株式会社に商号変更[3]。
- 2017年（平成29年）12月 - 	上海ハイスター フォークリフト株式会社の株式をハイスター・エール・グループに譲渡[3]。

## 関連会社
- 住友ナコフォークリフト販売株式会社[4]
- スミナック フィリピンズ株式会社[4]
- 住友ナコフォークリフト ベトナム株式会社[4]

## 不祥事
フォークリフトの定期検査において、ブレーキ内部の部品を外した上で検査する必要があったにもかかわらず、作業員の判断で省略するなどの検査不正があったことが、2024年5月2日までに明らかとなった、2台の車両で計4件の検査不正が見つかっており、同社の親会社である住友重機械工業は、他にも同様な不正がないか調査している。